# Ястие
Ястие в гастрономията е специфична храна, „отделен артикул или разнообразие от храни“, готова за ядене или сервиране.
Ястието може да се сервира върху сервизи и прибори за хранене или да се консумира от ръка.

## Рецепти
Инструкциите за приготвяне на ястие се наричат рецепти.
Някои ястия, например хот дог със сос от кетчуп, рядко имат свои собствени рецепти, отпечатани в готварските книги, тъй като са направени чрез просто комбиниране на две готови за ядене храни.

## Именуване
Много ястия имат конкретни имена (напр. мусака), докато други имат описателни имена (напр. „печен ребра“). Мнозина са кръстени за конкретни места, понякога поради специфична асоциация с това място (напр. „бостънски печен боб“), а друг път не определят назованата дестинация (напр. „флорентински яйца на очи“ „poached eggs Florentine ends up“, което по същина означава „със спанак“). Някои са назовани на конкретни личности, вероятно за да ги почетат, включително сиренето Брилат-Саварин, наречено за френския гурме от 18 век и известния политически деятел Жан Антхелме Брилат-Саварин, или може би защото ястието първо е приготвено за тях – като Шаляпин пържола, направена по поръчка на руския оперен певец Феодор Шаляпин през 1934 г. в Япония, или може би са я нарекли за себе си, защото са измислили ястието, или може би защото ястието е измислено в кухнята им. Поради многото истории, които са разказани за имената на различни ястия, често е трудно да се разбере откъде точно идват имената.

## В България
В традиционните български разбирания, под ястие се разбира „обедно ястие“ от две основни блюда – първото е някаква течна храна „супа“, „чорба“ или „бульон“, които се сервират преди второто, което се приема за „основно блюдо“ или „основно ястие“.

### Сочива
В старата българска литература супите, чорбите и тараторът се наричат с общо име „сочива“. Сочивото може да бъде освен супа, чорба, но и друг вид ястие, съдържащо повече течност (сок).
В новобългарския език със сочива наричат всички течни ястия, или основно ястие, в което е използвана течна заливка (сос). В това число се включват и всички ястия от вида на яхниите, които се приготвят с варене.

### Постни и месни ястия
Всички безместни ястия са се наричали освен с думата „постни“ и с израза „леки“ храни. А всички месни се наричали „тежки“. Изключения правят само блюдата с риба и пилешко месо, които също са приемат за „леки“ храни.

### Предястие и десерт
Предястието и десертът се смятат като допълнения към основното ястие и могат да не присъстват. Във вечерно хранене обикновено се изключва супата и десерта, но почти винаги и традиционно присъства предястие под форма на салата или традиционна разядка (лютеница, микс от сирена, туршия и т.н), които могат да се консумират и с алкохолна напитка (ракия, водка и др.).

## Галерия
- Гулаш – унгарско ястие
- Супа Kulajda – чешко ястие
- Китайско ястие с пържен ориз
- Обяд от Южна Индия, сервиран на бананов лист